# Don Randall
Don Randall (Kendrick, 30 octobre 1917 - 23 décembre 2008) est directeur général de la Fender Musical Instruments Corporation jusqu'en 1969. Il a proposé de nombreux noms de produits, notamment l'Esquire, la Telecaster, la Stratocaster et le Champ. Il est partenaire de Leo Fender, chargé des ventes, de la distribution, du marketing et de la publicité de la marque. On lui doit une grande implication dans la notoriété, mais également dans le statut mondial du fabricant de guitare californien.

## Biographie
Donald Dean Randall est né à Kendrick, Idaho, le 30 octobre 1917, de Earnest et Osie Violet Randall. Sa famille emménage en Californie, alors que Donald est alors âgé de dix ans. C'est durant ses années lycéennes qu'il développe un intérêt pour les radios et les amplificateur audio (il obtient une licence d'opérateur radio amateur à l'âge de 16 ans, en 1934).
Vers 1940, Randall travaille à temps partiel comme vendeur dans le magasin de fournitures radio de Howard Taylor Wholesale Radio (à Santa Ana, en Californie) faisant appel aux services de magasins de radio du sud de la Californie. Peu avant l'entrée des États-Unis dans la Seconde Guerre mondiale, il fait ainsi la connaissance de Clarence «Leo» Fender et de sa boutique Fender Radio Service.
Durant la Seconde Guerre mondiale, Randall intègre le corps des transmissions de l'armée de l'air américaine et y devient chef des communications de l'école de pré-vole près de Santa Ana.
Lorsque Randall quitte l'armée, en 1946, et est embauché dans l'entreprise de distribution Radio-Tel de Francis Hall, à Santa Ana. Vendeur naturel et ingénieur électricien astucieux, Randall suggère à Francis Hall de distribuer les instruments et amplificateurs fabriqués par Leo Fender. Par l'intermédiaire de Randall, Léo Fender et Francis Hall signent un contrat en mars, marquant le début d'un partenariat extrêmement fructueux. La jeune société Fender doit autant son succès précoce à l'efficacité commerciale de Randall qu'aux produits innovants de son fondateur.
En février 1953, Don Randall devint président de la nouvelle organisation Fender Sales (la Fender Electric Instrument Company étant devenue une société, en décembre 1951). Grâce au génie marketing, à l'expertise organisationnelle et au partenariat de Randall avec Léo Fender, la société Fender Sales connaît une croissance constante tout au long des années 1950 et prospère jusque dans les années 1960 à l'échelle internationale.
En 1964, Randall participe activement aux négociations qui aboutissent à la vente de la société de Léo Fender à CBS et devient vice-président et directeur général des divisions Fender Musical Instruments et Fender Sales pour CBS, jusqu'à son départ, en 1969.
Après la démission qu'il remet à CBS il fonde, en 1970, sa propre entreprise de fabrication d'amplificateurs, Randall Amplifier Company à Irvine, en Californie. Il revend la société en 1990, Celle-ci appartient aujourd'hui au groupe canadien Jam Industries qui, entre autres, possède les marques Hamer et Washburn.

## Notoriété
Don Randall est une figure importante dans l'histoire de la société Fender. Son investissement commercial est le maillon qui a permis aux guitares et amplificateurs de la marque d'éteindre la notoriété qui les caractérise aujourd'hui. Il travaille dans l'ombre de Léo et son nom est peu connu du grand public mais ses idées ont permis à Fender d'être toujours présent sur le devant de la scène musicale, alors en pleine effervescence.
La ligne d'amplificateur Randall qu'il crée en 1970 est toujours professionnellement appréciée.
Il figure parmi les six premières personnalités à être intronisé au Fender Hall of Fame durant l'été 2007. Il assiste, avec sa famille, à la cérémonie qui se déroule à Scottsdale en Arizona.

## Voir également
- Fender Musical Instruments Corporation